# 岡利定
岡 利定（おか としさだ、1934年5月10日 - 2000年10月2日）は、日本の政治家。位階は従四位勲三等。勲章は旭日中綬章。自由民主党所属の元参議院議員（2期）。

## 経歴
和歌山県那賀郡那賀町出身。和歌山県立粉河高等学校を経て、1959年、東京大学法学部卒業。
国家公務員上級職試験合格後、1962年、郵政省入省。同期に水町弘道元九州郵政監察局長。北海道郵政局長を経て、1990年、郵政大臣官房審議官を最後に退官。
1992年の第16回参議院議員通常選挙で、自由民主党から比例区に立候補して当選。1996年、第2次橋本内閣科学技術政務次官。
2000年10月、参議院議員在任中に、肝不全のため東京逓信病院で死去した。66歳没。死没日付をもって従四位勲三等に叙され、旭日中綬章を追贈された。岡の死去に伴い、同年10月12日付で清水達雄が繰上補充により当選となった。哀悼演説は同年11月1日、参議院本会議で元全逓信労働組合中央執行委員長の伊藤基隆により行われた。